# Berlin Blackouts
Die Berlin Blackouts sind eine Punkrock-Band aus Berlin.

## Geschichte
Gegründet wurde die Band im Herbst 2014 von Bev (zuvor Sänger bei Radio Dead Ones), Chris W. Jany (zuvor bei Oxymoron, Shark Soup), Michael Lahier (zuvor bei Nervous Chillin'), Katja (The Twitchblades) und dem Berliner Tätowierer Marco Schmidgunst. Zahlreiche Besetzungswechsel folgten, wobei Bev und Katja als Originalmitglieder erhalten blieben. Es erschienen bereits Alben und zwei Vinylsingles. Europaweite Touren und zahlreiche Videoclipveröffentlichungen trugen zusätzlich zu einem gewissen Bekanntheitsgrad in der Punkszene und darüber hinaus bei. Alle Tonträger erschienen bei Wanda Records (Deutschland), eine Vinylsingle entstand in Zusammenarbeit mit der kanadischen Band Streetlight Saints auf Lowbrow Records (Kanada), eine weitere Single mit der Berliner Band Gang Zero auf dem Schweizer Label Lux Noise.

## Bandmitglieder
- Bev (Gesang, Gitarre)
- Katja (Gesang, Bass)
- Chris Kotze (Schlagzeug, Begleitgesang)

## Diskografie
- Bonehouse Rendezvous (LP, Wanda Records / CD, Core Tex Records / MC, Tape or Die, 20. Juli 2015)
- Split-Single mit Gang Zero (7"-Vinyl, Lux Noise, August 2016)
- Kissed by the Gutter (LP, Wanda Records / CD, Core Tex Records / MC, Tape or Die, 12. Dezember 2016)
- Split-Single mit Streetlight Saints (7"-Vinyl, Lowbrow Records, 1. Mai 2019)
- Nastygram Sedition (LP, Wanda Records / CD, GMM - Guitar Mafia Music / MC, Tape or Die, November 2019)
- Bonehouse Rendezvous (Bootleg Edition '20) (LP, Wanda Records, 14. August 2020)
- Make Punk Rock Great Again (featuring Peter Bywaters) (Vinyl Picture EP, Wanda Records, März 2021)
- Kubrick Eyes / Dead Dogs Dancing In Your Eyes (Doppel-EP) (LP, Wanda Records, 1. September 2022)